# 따이어 (베트남)
따이어(Tày)는 베트남 북동부의 타이계 소수민족인 따이족이 사용하는 타이어파 언어로, 오늘날 화자 수는 1백만 명이 넘는다. 간혹 토어(Thổ)라고도 하는데 이는 좡어나 꾸오이어(Cuoi)에도 사용되는 별칭이다.

## 같이 보기
- 따이족 (베트남)
- 따이딱어